# Bondsrepubliek Duitsland op de Olympische Zomerspelen 1972
De Bondsrepubliek Duitsland (informeel: West-Duitsland) was de gastheer van de Olympische Zomerspelen 1972 in München. De dertien gouden medailles waren goed voor de vierde plaats in het medailleklassement.

## Medailleoverzicht
| Sport         | Olympiër | Discipline                    | Medaille |
| ------------- | --- | ----------------------------- | -------- |
| Atletiek      | Bernd Kannenberg | 50km snelwandelen (m)         | Goud     |
| Atletiek      | Klaus Wolfermann | speerwerpen (m)               | Goud     |
| Atletiek      | Hildegard Falck | 800m (v)                      | Goud     |
| Atletiek      | Christiane Krause Ingrid Mickler-Becker Annegret Richter Heide Rosendahl | 4x100m (v)                    | Goud     |
| Atletiek      | Heide Rosendahl | verspringen (v)               | Goud     |
| Atletiek      | Ulrike Meyfarth | hoogspringen (v)              | Goud     |
| Boksen        | Dieter Kottysch | -71kg (m)                     | Goud     |
| Hockey        | Wolfgang Baumgart Horst Dröse Dieter Freise Werner Kaessmann Carsten Keller Detlev Kittstein Ulrich Klaes Michael Krause Peter Kraus Michael Peter Wolfgang Rott Fritz Schmidt Rainer Seifert Wolfgang Strödter Eckardt Suhl Eduard Thelen Peter Trump Uli Vos | mannen                        | Goud     |
| Paardensport  | Liselott Linsenhoff | dressuur individueel          | Goud     |
| Paardensport  | Fritz Ligges Hartwig Steenken Gerd Wiltfang Hans Günter Winkler | springconcours team           | Goud     |
| Roeien        | Gerhard Auer Uwe Benter Peter Berger Alois Bierl Hans-Johann Färber | vier-met (m)                  | Goud     |
| Schietsport   | Konrad Wirnhier | skeet                         | Goud     |
| Wielersport   | Jürgen Colombo Günter Haritz Udo Hempel Günther Schumacher | ploegenachtervolging (m)      | Goud     |
| Atletiek      | Hans Baumgartner | verspringen (m)               | Zilver   |
| Atletiek      | Rita Wilden | 400m (v)                      | Zilver   |
| Atletiek      | Heide Rosendahl | vijfkamp (v)                  | Zilver   |
| Gewichtheffen | Rudolf Mang | +110kg (m)                    | Zilver   |
| Judo          | Klaus Glahn | +93kg (m)                     | Zilver   |
| Kanovaren     | Reinhold Kauder | C-1 slalom (m)                | Zilver   |
| Kanovaren     | Bernd Baues Hans-Otto Schumacher | C-2 slalom (m)                | Zilver   |
| Kanovaren     | Gisela Grothaus | K-1 slalom (m)                | Zilver   |
| Paardensport  | Liselott Linsenhoff Josef Neckermann Karin Schlüter | dressuur team                 | Zilver   |
| Worstelen     | Hans-Jürgen Veil | -57kg Grieks-Romeins (m)      | Zilver   |
| Zwemmen       | Hans Faßnacht Werner Lampe Klaus Steinbach Hans-Günter Vosseler | 4x200 vrije slag (m)          | Zilver   |
| Atletiek      | Klaus Ehl Jobst Hirscht Karlheinz Klotz Gerhard Wucherer | 4x100m (m)                    | Brons    |
| Atletiek      | Inge Bödding Hildegard Falck Anette Rückes Rita Wilden | 4x400m (v)                    | Brons    |
| Boksen        | Peter Hussing | +81kg (m)                     | Brons    |
| Kanovaren     | Magdalena Wunderlich | K-1 slalom (m)                | Brons    |
| Kanovaren     | Detlef Lewe | C-1 1000m (m)                 | Brons    |
| Judo          | Paul Barth | -93kg (m)                     | Brons    |
| Paardensport  | Josef Neckermann | dressuur individueel          | Brons    |
| Paardensport  | Lutz Goessing Horst Karsten Harry Klugmann Karl Schultz | eventing team                 | Brons    |
| Roeien        | Joachim Ehrig Peter Funnekötter Franz Held Wolfgang Plottke | vier-zonder (m)               | Brons    |
| Wielersport   | Hans Lutz | individuele achtervolging (m) | Brons    |
| Worstelen     | Adolf Seger | -74kg vrije stijl (m)         | Brons    |
| Zeilen        | Willi Kuhweide Karsten Meyer | star                          | Brons    |
| Zeilen        | Ulli Libor Peter Naumann | flying dutchman               | Brons    |
| Zwemmen       | Werner Lampe | 200 vrije slag (m)            | Brons    |
| Zwemmen       | Gudrun Beckmann Heidemarie Reineck Angela Steinbach Jutta Weber | 4x100 vrije slag (v)          | Brons    |
| Zwemmen       | Gudrun Beckmann Vreni Eberle Silke Pielen Heidemarie Reineck | 4x100 wisselslag (v)          | Brons    |

## Deelnemers en resultaten per onderdeel

### Atletiek
| Olympiër                                                                 | Discipline               | Resultaat | Prestatie                                                                                             |
| ------------------------------------------------------------------------ | ------------------------ | --------- | --- |
| Klaus Ehl                                                                | 100m (m)                 | 19e       | serie 11: 3de in 10,67 kwartfinale 3: 5de in 10,44                                                    |
| Jobst Hirscht                                                            | 100m (m)                 | 6e        | serie 12: 2de in 10,36 kwartfinale 1: 1ste in 10,25 halve finale 1: 3de in 10,36 finale: 6de in 10,40 |
| Gerhard Wucherer                                                         | 100m (m)                 | 51e       | serie 2: 4de in 10,82                                                                                 |
| Martin Jellinghaus                                                       | 200m (m)                 | 7e        | serie 2: 2de in 21,10 kwartfinale 3: 3de in 20,70 halve finale 2: 4de in 20,75 finale: 7de in 20,65   |
| Manfred Ommer                                                            | 200m (m)                 | 11e       | serie 8: 1ste in 20,80 kwartfinale 1: 2de in 20,53 halve finale 1: 6de in 21,08                       |
| Karl Honz                                                                | 400m (m)                 | 7e        | serie 7: 4de in 46,77 kwartfinale 4: 1ste in 45,87 halve finale 1: 2de in 45,32 finale: 7de in 45,68  |
| Georg Nückles                                                            | 400m (m)                 | 13e       | serie 3: 1ste in 46,64 kwartfinale 5: 3de in 46,30 halve finale 1: 7de in 46,28                       |
| Horst-Rüdiger Schlöske                                                   | 400m (m)                 | 5e        | serie 8: 1ste in 45,27 kwartfinale 2: 1ste in 45,47 halve finale 2: 2de in 45,62 finale: 5de in 45,31 |
| Walter Adams                                                             | 800m (m)                 | DNF       | serie 5: niet gefinisht                                                                               |
| Franz-Josef Kemper                                                       | 800m (m)                 | 4e        | serie 3: 1ste in 1.47,3 halve finale 2: 2de in 1.48,8 finale: 4de in 1.46,50                          |
| Josef Schmid                                                             | 800m (m)                 | 12e       | serie 4: 3de in 1.47,8 halve finale 1: 4de in 1.48,8                                                  |
| Bodo Tümmler                                                             | 1500m (m)                | 29e       | serie 2: 3de in 3.44,5 halve finale 2: 10de in 3.50,0                                                 |
| Paul-Heinz Wellmann                                                      | 1500m (m)                | 4e        | serie 5: 2de in 3.41,8 halve finale 3: 4de in 3.38,4 finale: 7de in 3.40,1                            |
| Thomas Wessinghage                                                       | 1500m (m)                | 21e       | serie 1: 1ste in 3.40,6 halve finale 1: 7de in 3.43,4                                                 |
| Harald Norpoth                                                           | 5000m (m)                | 6e        | serie 2: 3de in 13.33,4 finale: 6de in 13.32,6                                                        |
| Jürgen May                                                               | 5000m (m)                | 40e       | serie 5: 9de in 14.06,6                                                                               |
| Wolfgang Riesinger                                                       | 5000m (m)                | 45e       | serie 4: 9de in 14.15,2                                                                               |
| Manfred Letzerich                                                        | 10000m (m)               | 38e       | serie 3: 14de in 29.37,8                                                                              |
| Günter Mielke                                                            | 10000m (m)               | DNF       | serie 1: niet gefinisht                                                                               |
| Eckart Berkes                                                            | 110m horden (m)          | 20e       | serie 1: 4de in 14,14                                                                                 |
| Günther Nickel                                                           | 110m horden (m)          | 12e       | serie 2: 3de in 13,95 halve finale 2: 6de in 14,23                                                    |
| Manfred Schumann                                                         | 110m horden (m)          | 18e       | serie 4: 5de in 14,13                                                                                 |
| Dieter Büttner                                                           | 400m horden (m)          | DNF       | serie 1: 1ste in 49,78 halve finale 2: niet gefinisht                                                 |
| Rainer Schubert                                                          | 400m horden (m)          | 5e        | serie 3: 3de in 50,23 halve finale 1: 4de in 49,80 finale: 5de in 49,65                               |
| Rolf Ziegler                                                             | 400m horden (m)          | 9e        | serie 5: 3de in 50,17 halve finale 1: 5de in 49,88                                                    |
| Willi Maier                                                              | 3000m steeplechase (m)   | 22e       | serie 2: 4de in 8.37,6                                                                                |
| Hans-Dieter Schulten                                                     | 3000m steeplechase (m)   | 25e       | serie 4: 6de in 8.39,8                                                                                |
| Willi Wagner                                                             | 3000m steeplechase (m)   | 17e       | serie 3: 6de in 8.34,0                                                                                |
| Jobst Hirscht Karlheinz Klotz Gerhard Wucherer Klaus Ehl                 | 4x100m (m)               | Brons     | serie 1: 2de in 39,17 halve finale 1: 2de in 38,86 finale: 3de in 38,79                               |
| Bernd Herrmann Horst-Rüdiger Schlöske Hermann Köhler Karl Honz           | 4x400m (m)               | 4e        | serie 2: 1ste in 3.03,27 finale: 4de in 3.00,88                                                       |
| Paul Angenvoorth                                                         | marathon (m)             | 16e       | 2:20.19                                                                                               |
| Lutz Philipp                                                             | marathon (m)             | 32e       | 2:24.25                                                                                               |
| Manfred Steffny                                                          | marathon (m)             | 31e       | 2:24.25                                                                                               |
| Bernd Kannenberg                                                         | 20km snelwandelen (m)    | DNF       | niet gefinisht                                                                                        |
| Heinz Mayr                                                               | 20km snelwandelen (m)    | 13e       | 1:33.13,8                                                                                             |
| Wilfried Wesch                                                           | 20km snelwandelen (m)    | 16e       | 1:35.20,6                                                                                             |
| Bernd Kannenberg                                                         | 50km snelwandelen (m)    | Goud      | 3:56.11,6                                                                                             |
| Horst-Rüdiger Magnor                                                     | 50km snelwandelen (m)    | 16e       | 4:21.53,4                                                                                             |
| Gerhard Weidner                                                          | 50km snelwandelen (m)    | 6e        | 4:06.26,0                                                                                             |
| Hans Baumgartner                                                         | verspringen (m)          | Zilver    | kwalificatie groep A: 4de met 7,98m finale: 2de met 8,18m                                             |
| Andreas Gloerfeld                                                        | verspringen (m)          | 22e       | kwalificatie groep B: 8ste met 7,60m                                                                  |
| Josef Schwarz                                                            | verspringen (m)          | 19e       | kwalificatie groep B: 7de met 7,63m                                                                   |
| Hermann Magerl                                                           | hoogspringen (m)         | 4e        | kwalificatie groep A: 11de met 2,15m finale: 4de met 2,18m                                            |
| Ingomar Sieghart                                                         | hoogspringen (m)         | 24e       | kwalificatie groep B: 4de met 2,12m                                                                   |
| Reinhard Kuretzky                                                        | polsstokhoogspringen (m) | 4e        | kwalificatie groep B: 1ste met 5,10m finale: 4de met 5,30m                                            |
| Volker Ohl                                                               | polsstokhoogspringen (m) | 6e        | kwalificatie groep B: 6de met 5,10m finale: 6de met 5,20m                                             |
| Heinfried Birlenbach                                                     | kogelstoten (m)          | 7e        | kwalificatie groep B: 2de met 20,10m finale: 7de met 20,37m                                           |
| Traugott Glöckler                                                        | kogelstoten (m)          | 18e       | kwalificatie groep B: 9de met 19,11m finale: 18de met 18,85m                                          |
| Ralf Reichenbach                                                         | kogelstoten (m)          | 13e       | kwalificatie groep A: 7de met 19,14m finale: 13de met 19,48m                                          |
| Klaus-Peter Hennig                                                       | discuswerpen (m)         | 15e       | kwalificatie groep A: 9de met 58,64m                                                                  |
| Hein-Direck Neu                                                          | discuswerpen (m)         | 17e       | kwalificatie groep A: 10de met 58,10m                                                                 |
| Dirk Wippermann                                                          | discuswerpen (m)         | 16e       | kwalificatie groep B: 7de met 58,10m                                                                  |
| Günther Glassauer                                                        | speerwerpen (m)          | 18e       | kwalificatie groep B: 9de met 73,12m                                                                  |
| Klaus Wolfermann                                                         | speerwerpen (m)          | Goud      | kwalificatie groep A: 1ste met 86,22m finale: 1ste met 90,48m (OR)                                    |
| Uwe Beyer                                                                | kogelslingeren (m)       | 4e        | kwalificatie groep B: 7de met 67,04m finale: 4de met 71,52m                                           |
| Edwin Klein                                                              | kogelslingeren (m)       | 7e        | kwalificatie groep A: 8ste met 67,14m finale: 7de met 71,14m                                          |
| Karl-Hans Riehm                                                          | kogelslingeren (m)       | 10e       | kwalificatie groep A: 5de met 67,54m finale: 10de met 70,12m                                          |
| Horst Beyer                                                              | tienkamp (m)             | DNF       | niet gefinisht                                                                                        |
| Hans-Joachim Perk                                                        | tienkamp (m)             | DNF       | niet gefinisht                                                                                        |
| Hans-Joachim Walde                                                       | tienkamp (m)             | DNF       | niet gefinisht                                                                                        |
|                                                                          |                          |           | |
| Ingrid Mickler-Becker                                                    | 100m (v)                 | 12e       | serie 5: 3de in 11,55 kwartfinale 2: 3de in 11,52 halve finale 1: 7de in 11,53                        |
| Annegret Richter                                                         | 100m (v)                 | 6e        | serie 1: 2de in 11,30 kwartfinale 3: 1ste in 11,33 halve finale 2: 3de in 11,39 finale: 5de in 11,38  |
| Elfgard Schittenhelm                                                     | 100m (v)                 | 9e        | serie 6: 1ste in 11,32 kwartfinale 4: 2de in 11,42 halve finale 1: 5de in 11,49                       |
| Christiane Krause                                                        | 200m (v)                 | 9e        | serie 5: 2de in 23,51 kwartfinale 2: 4de in 23,22 halve finale 1: 5de in 23,17                        |
| Annegret Kroniger                                                        | 200m (v)                 | 6e        | serie 3: 1ste in 23,37 kwartfinale 4: 2de in 23,14 halve finale 2: 2de in 23,05 finale: 6de in 22,89  |
| Christel Frese                                                           | 400m (v)                 | DNF       | serie 6: 1ste in 52,89 kwartfinale 2: 4de in 53,01 halve finale 1: niet gefinisht                     |
| Anette Rückes                                                            | 400m (v)                 | 21e       | serie 7: 5de in 53,92 kwartfinale 1: 7de in 53,22                                                     |
| Rita Wilden                                                              | 400m (v)                 | Zilver    | serie 1: 2de in 51,97 kwartfinale 3: 2de in 51,91 halve finale 2: 2de in 51,76 finale: 2de in 51,21   |
| Gisela Ellenberger                                                       | 800m (v)                 | 12e       | serie 3: 4de in 2.01,92 halve finale 2: 7de in 2.02,97                                                |
| Hildegard Falck                                                          | 800m (v)                 | Goud      | serie 1: 1ste in 2.01,52 halve finale 2: 1ste in 2.01,41 finale: 1ste in 1.58,55 (OR)                 |
| Sylvia Schenk                                                            | 800m (v)                 | 9e        | serie 2: 3de in 2.02,22 halve finale 1: 5de in 2.01,50                                                |
| Christa Merten                                                           | 1500m (v)                | 19e       | serie 1: 6de in 4.12,60                                                                               |
| Gerda Ranz                                                               | 1500m (v)                | 27e       | serie 2: 8ste in 4.18,60                                                                              |
| Ellen Tittel                                                             | 1500m (v)                | DNF       | serie 4: 1ste in 4.12,12 halve finale 2: 3de in 4.06,65 finale: niet gefinisht                        |
| Margit Bach                                                              | 100m horden (v)          | 11e       | serie 2: 3de in 13,46 halve finale 1: 6de in 13,31                                                    |
| Heidi Schüller                                                           | 100m horden (v)          | 12e       | serie 4: 4de in 13,50 halve finale 2: 6de in 13,33                                                    |
| Christiane Krause Ingrid Mickler-Becker Annegret Richter Heide Rosendahl | 4x100m (v)               | Goud      | serie 2: 2de in 42,97 finale: 1ste in 42,81 (WR)                                                      |
| Anette Rückes Inge Bödding Hildegard Falck Rita Wilden                   | 4x400m (v)               | Brons     | serie 1: 1ste in 3.29,3 finale: 3de in 3.26,51                                                        |
| Ingrid Mickler                                                           | verspringen (v)          | DNF       | kwalificatie groep A: geen geldige poging                                                             |
| Heide Rosendahl                                                          | verspringen (v)          | Goud      | kwalificatie groep B: 2de met 6,62m finale: 1ste met 6,78m                                            |
| Heidi Schüller                                                           | verspringen (v)          | 5e        | kwalificatie groep A: 2de met 6,32m finale: 5de met 6,51m                                             |
| Renate Gärtner                                                           | hoogspringen (v)         | 14e       | kwalificatie groep A: 5de met 1,76m finale: 14de met 1,82m                                            |
| Ulrike Meyfarth                                                          | hoogspringen (v)         | Goud      | kwalificatie groep A: 5de met 1,76m finale: 1ste met 1,92m (WR)                                       |
| Ellen Mundinger                                                          | hoogspringen (v)         | 10e       | kwalificatie groep A: 5de met 1,76m finale: 10de met 1,82m                                            |
| Brigitte Berendonk                                                       | discuswerpen (v)         | 11e       | kwalificatie: 7de met 56,90m finale: 11de met 56,58m                                                  |
| Liesel Westermann                                                        | discuswerpen (v)         | 4e        | kwalificatie: 5de met 58,26m finale: 4de met 62,18m                                                   |
| Anneliese Gerhards                                                       | speerwerpen (v)          | 9e        | kwalificatie: 9de met 55,24m finale: 9de met 55,84m                                                   |
| Ameli Koloska                                                            | speerwerpen (v)          | 18e       | kwalificatie: 18de met 48,42m                                                                         |
| Margot Eppinger                                                          | vijfkamp (v)             | 12e       | 4313 punten                                                                                           |
| Karen Mack                                                               | vijfkamp (v)             | 7e        | 4449 punten                                                                                           |
| Heide Rosendahl                                                          | vijfkamp (v)             | Zilver    | 4791 punten                                                                                           |

### Basketbal
| Olympiër | Discipline | Resultaat | Prestatie |
| --- | ---------- | --------- | --- |
| Karl Ampt Holger Geschwindner Dietrich Keller Hans-Jörg Krüger Dieter Kuprella Joachim Linnemann Rainer Pethran Joachim Pollex Norbert Thimm Helmut Uhlig Klaus Weinand Jürgen Wohlers | mannen     | 12e       | groep B: 5de V van Puerto Rico: 74-81 V van Sovjet-Unie: 63-87 W van Filipijnen: 93-74 V van Italië: 57-68 V van Joegoslavië: 56-81 W van Polen: 67-65 W van Senegal: 72-62 9-12de plek: V van Australië: 69-70 11-12de plek: V van Spanje: 83-84 |

| Groep A |                          |             |             |             |            |            |            |        |
| #       | Land                     | Wedstrijden | Wedstrijden | Wedstrijden | Doelpunten | Doelpunten | Doelpunten | Punten |
| #       | Land                     | G           | W           | V           | V          | T          | Saldo      | Punten |
| 1       | Sovjet-Unie              | 7           | 7           | 0           | 639        | 479        | +160       | 14     |
| 2       | Italië                   | 7           | 5           | 2           | 547        | 471        | +76        | 12     |
| 3       | Joegoslavië              | 7           | 5           | 2           | 582        | 484        | +98        | 12     |
| 4       | Puerto Rico              | 7           | 5           | 2           | 570        | 531        | +39        | 12     |
| 5       | Bondsrepubliek Duitsland | 7           | 3           | 4           | 482        | 518        | -36        | 10     |
| 6       | Polen                    | 7           | 2           | 5           | 520        | 536        | -16        | 9      |
| 7       | Filipijnen               | 7           | 1           | 6           | 526        | 666        | -140       | 8      |
| 8       | Senegal                  | 7           | 0           | 7           | 405        | 586        | -181       | 7      |

| Ronde        | Datum   | Plaats                   | Land  | Score                    | Land |
| ------------ | ------- | ------------------------ | ----- | ------------------------ | ---- |
| Groepsfase   |         |                          |       |                          |      |
| 27 augustus  | München | Bondsrepubliek Duitsland | 74-81 | Puerto Rico              |      |
| 28 augustus  | München | Bondsrepubliek Duitsland | 63-87 | Sovjet-Unie              |      |
| 29 augustus  | München | Bondsrepubliek Duitsland | 93-74 | Filipijnen               |      |
| 30 augustus  | München | Bondsrepubliek Duitsland | 57-68 | Italië                   |      |
| 1 september  | München | Bondsrepubliek Duitsland | 56-81 | Joegoslavië              |      |
| 2 september  | München | Bondsrepubliek Duitsland | 67-65 | Polen                    |      |
| 3 september  | München | Bondsrepubliek Duitsland | 72-62 | Senegal                  |      |
| 9-12de plek  |         |                          |       |                          |      |
| 5 september  | München | Bondsrepubliek Duitsland | 69-70 | Australië                |      |
| 11-12de plek |         |                          |       |                          |      |
| 8 september  | München | Spanje                   | 84-83 | Bondsrepubliek Duitsland |      |

### Boksen
| Olympiër        | Discipline | Resultaat | Prestatie |
| --------------- | ---------- | --------- | --- |
| Gerd Schubert   | -51kg (m)  | 17e       | 1ste ronde: W van CAM Khong: walk-over 2de ronde: V van THA Chawalit: 1-4 |
| Werner Schaefer | -54kg (m)  | 17e       | 1ste ronde: vrij 2de ronde: V van GHA Destino: 2-3 |
| Werner Schaefer | -57kg (m)  | 13e       | 1ste ronde: V van GDR Bachfeld: 0-5 |
| Peter Hess      | -60kg (m)  | 9e        | 1ste ronde: vrij 2de ronde: W van CUB Requeiferos: 4-1 3de ronde: V van NOR Paulsen: knock-out |
| Günther Meier   | -67kg (m)  | 5e        | 1ste ronde: vrij 2de ronde: W van NZL Rackley: 5-0 3de ronde: W van THA Rabieb: 5-0 kwartfinale: V van CUB Correa: 2-3                                                                               |
| Dieter Kottysch | -71kg (m)  | Goud      | 1ste ronde: vrij 2de ronde: W van COL Avila: knock-out 3de ronde: W van GRE Oikonomakos: 5-0 kwartfinale: W van TUN Majeri: 5-0 halve finale: W van GBR Minter: 3-2 finale: W van POL Rudkowski: 3-2 |
| Ewald Jarmer    | -75kg (m)  | 9e        | 1ste ronde: vrij 2de ronde: V van USA Johnson: 2-3 |
| Rudi Hornig     | -81kg (m)  | 5e        | 1ste ronde: W van FRA Moreau: 5-0 2de ronde: W van ITA Spinello: 4-1 kwartfinale: V van POL Gortat: knock-out                                                                                        |
| Peter Hussing   | +81kg (m)  | Brons     | 1ste ronde: vrij kwartfinale: W van PER Ludeña: knock-out halve finale: V van CUB Stevenson: knock-out                                                                                               |

### Boogschieten
| Olympiër          | Discipline      | Resultaat | Prestatie                                                                              |
| ----------------- | --------------- | --------- | -------------------------------------------------------------------------------------- |
| Richard Krust     | individueel (m) | 30e       | 1ste ronde: 26ste met 1172 punten 2de ronde: 29ste met 1170 punten totaal: 2342 punten |
| Siegfried Ortmann | individueel (m) | 14e       | 1ste ronde: 24ste met 1175 punten 2de ronde: 11de met 1215 punten totaal: 2390 punten  |
|                   |                 |           |                                                                                        |
| Ursula Bueschking | individueel (v) | 30e       | 1ste ronde: 32ste met 1078 punten 2de ronde: 24ste met 1122 punten totaal: 2200 punten |
| Carla Nolpa       | individueel (v) | 35e       | 1ste ronde: 33ste met 1074 punten 2de ronde: 35ste met 1091 punten totaal: 2165 punten |

### Gewichtheffen
| Olympiër        | Discipline  | Resultaat | Prestatie                                                                              |
| --------------- | ----------- | --------- | -------------------------------------------------------------------------------------- |
| Werner Schraut  | -67,5kg (m) | 12e       | duwen: 16de met 127,5kg trekken: 4de met 125kg stoten: 12de met 150kg totaal: 402,5kg  |
| Pietro Masala   | -67,5kg (m) | DNF       | duwen: geen geldige poging                                                             |
| Uwe Kliche      | -75kg (m)   | DNF       | duwen: 12de met 145kg trekken: geen geldige poging                                     |
| Rolf Milser     | -82,5kg (m) | 7e        | duwen: 3de met 165kg trekken: 9de met 132,5kg stoten: 8ste met 180kg totaal: 477,5kg   |
| Dietrich Leh    | -90kg (m)   | 9e        | duwen: 6de met 170kg trekken: 8ste met 140kg stoten: 11de met 177,5kg totaal: 487,5kg  |
| Rainer Dörrzapf | -110kg (m)  | 8e        | duwen: 14de met 170kg trekken: 1ste met 165kg stoten: 13de met 187,5kg totaal: 522,5kg |
| Rudolf Mang     | +110kg (m)  | Zilver    | duwen: 2de met 225kg trekken: 2de met 170kg stoten: 3de met 215kg totaal: 610kg        |

### Handbal
| Olympiër | Discipline | Resultaat | Prestatie |
| --- | ---------- | --------- | --- |
| Herwig Ahrendsen Hans-Jürgen Bode Wolfgang Braun Peter Bucher Jochen Feldhoff Diethard Finkelmann Josef Karrer Klaus Kater Klaus Lange Herbert Lübking Heiner Möller Hans-Peter Neuhaus Uwe Rathjen Herbert Rogge Herbert Wehnert Klaus Westebbe | mannen     | 6e        | groep C: 2de W van Spanje: 13-10 G van Noorwegen: 15-15 V van Roemenië: 11-13 groep II: 3de V van Joegoslavië: 15-24 W van Hongarije: 17-14 5-6de plek: V van Sovjet-Unie: 16-17 |

| Groep C |                          |             |             |             |             |            |            |            |        |
| #       | Land                     | Wedstrijden | Wedstrijden | Wedstrijden | Wedstrijden | Doelpunten | Doelpunten | Doelpunten | Punten |
| #       | Land                     | G           | W           | G           | V           | V          | T          | Saldo      | Punten |
| 1       | Roemenië                 | 3           | 3           | 0           | 0           | 46         | 37         | +9         | 6      |
| 2       | Bondsrepubliek Duitsland | 3           | 1           | 1           | 1           | 39         | 38         | +1         | 3      |
| 3       | Noorwegen                | 3           | 1           | 1           | 1           | 48         | 50         | -2         | 3      |
| 4       | Spanje                   | 3           | 0           | 0           | 3           | 39         | 47         | -8         | 0      |

| Ronde       | Datum   | Plaats                   | Land  | Score                    | Land |
| ----------- | ------- | ------------------------ | ----- | ------------------------ | ---- |
| Groepsfase  |         |                          |       |                          |      |
| 30 augustus | München | Bondsrepubliek Duitsland | 13-10 | Spanje                   |      |
| 1 september | München | Bondsrepubliek Duitsland | 15-15 | Noorwegen                |      |
| 3 september | München | Roemenië                 | 13-11 | Bondsrepubliek Duitsland |      |

| Groep II |                          |             |             |             |             |            |            |            |        |
| #        | Land                     | Wedstrijden | Wedstrijden | Wedstrijden | Wedstrijden | Doelpunten | Doelpunten | Doelpunten | Punten |
| #        | Land                     | G           | W           | G           | V           | V          | T          | Saldo      | Punten |
| 1        | Joegoslavië              | 3           | 3           | 0           | 0           | 56         | 44         | +12        | 6      |
| 2        | Roemenië                 | 3           | 2           | 0           | 1           | 46         | 39         | +7         | 4      |
| 3        | Bondsrepubliek Duitsland | 3           | 1           | 0           | 2           | 43         | 51         | -8         | 2      |
| 4        | Hongarije                | 3           | 0           | 0           | 3           | 44         | 55         | -11        | 0      |

| Ronde        | Datum   | Plaats                   | Land  | Score                    | Land |
| ------------ | ------- | ------------------------ | ----- | ------------------------ | ---- |
| Groepsfase   |         |                          |       |                          |      |
| 6 september  | München | Bondsrepubliek Duitsland | 15-24 | Joegoslavië              |      |
| 8 september  | München | Bondsrepubliek Duitsland | 17-14 | Hongarije                |      |
| 5-6de plek   |         |                          |       |                          |      |
| 10 september | München | Sovjet-Unie              | 17-16 | Bondsrepubliek Duitsland |      |

### Hockey
| Olympiër | Discipline | Resultaat | Prestatie |
| --- | ---------- | --------- | --- |
| Wolfgang Baumgart Horst Dröse Dieter Freise Werner Kaessmann Carsten Keller Detlev Kittstein Ulrich Klaes Michael Krause Peter Kraus Michael Peter Wolfgang Rott Fritz Schmidt Rainer Seifert Wolfgang Strödter Eckardt Suhl Eduard Thelen Peter Trump Uli Vos | mannen     | Goud      | groep A: 1ste W van België: 5-1 W van Maleisië: 1-0 W van Argentinië: 2-1 W van Pakistan: 2-1 G van Oeganda: 1-1 W van Spanje: 2-1 W van Frankrijk: 4-0 halve finale: W van Nederland: 3-0 finale: W van Pakistan: 1-0 |

| Groep A |                          |             |             |             |             |            |            |            |        |
| #       | Land                     | Wedstrijden | Wedstrijden | Wedstrijden | Wedstrijden | Doelpunten | Doelpunten | Doelpunten | Punten |
| #       | Land                     | G           | W           | G           | V           | V          | T          | Saldo      | Punten |
| 1       | Bondsrepubliek Duitsland | 7           | 6           | 1           | 0           | 17         | 5          | +12        | 13     |
| 2       | Pakistan                 | 7           | 5           | 1           | 1           | 17         | 6          | +11        | 11     |
| 3       | Maleisië                 | 7           | 4           | 1           | 2           | 9          | 7          | +2         | 9      |
| 4       | Spanje                   | 7           | 2           | 4           | 1           | 9          | 8          | +1         | 8      |
| 5       | België                   | 7           | 2           | 1           | 4           | 8          | 14         | -6         | 5      |
| 6       | Frankrijk                | 7           | 2           | 0           | 5           | 6          | 13         | -7         | 4      |
| 7       | Argentinië               | 7           | 0           | 3           | 4           | 4          | 9          | -5         | 3      |
| 8       | Oeganda                  | 7           | 0           | 3           | 4           | 6          | 14         | -8         | 3      |

| Datum        | Ronde   | Plaats                   | Land | Score                    | Land |
| ------------ | ------- | ------------------------ | ---- | ------------------------ | ---- |
| Groepsfase   |         |                          |      |                          |      |
| 27 augustus  | München | Bondsrepubliek Duitsland | 5-1  | België                   |      |
| 28 augustus  | München | Bondsrepubliek Duitsland | 1-0  | Maleisië                 |      |
| 29 augustus  | München | Bondsrepubliek Duitsland | 2-1  | Argentinië               |      |
| 31 augustus  | München | Pakistan                 | 1-2  | Bondsrepubliek Duitsland |      |
| 1 september  | München | Bondsrepubliek Duitsland | 1-1  | Oeganda                  |      |
| 3 september  | München | Bondsrepubliek Duitsland | 2-1  | Spanje                   |      |
| 4 september  | München | Bondsrepubliek Duitsland | 4-0  | Frankrijk                |      |
| Halve finale |         |                          |      |                          |      |
| 8 september  | München | Bondsrepubliek Duitsland | 3-0  | Nederland                |      |
| Finale       |         |                          |      |                          |      |
| 10 september | München | Bondsrepubliek Duitsland | 1-0  | Pakistan                 |      |

### Judo
| Olympiër            | Discipline      | Resultaat | Prestatie |
| ------------------- | --------------- | --------- | --- |
| Wolfram Koppen      | -63kg (m)       | 5e        | 1ste ronde: W van ITA Tommasi 2de ronde: W van PUR Pacheco kwartfinale: W van GDR Werner halve finale: V van JPN Kawaguchi herkansingen: V van MGL Buyadaa                                                            |
| Engelbert Dörbrandt | -70kg (m)       | 5e        | 1ste ronde: W van USA Burris 2de ronde: W van POR Roquete kwartfinale: V van GDR Hötger herkansingen: W van SUI Zinsli herkansingen 2: V van URS Novikov                                                              |
| Gerd Egger          | -80kg (m)       | 7e        | 1ste ronde: vrij 2de ronde: W van MEX Arredondo 3de ronde: V van GBR Jacks herkansingen: W van FIN Akrenius herkansingen 2: V van FRA Coche                                                                           |
| Paul Barth          | -93kg (m)       | Brons     | 1ste ronde: W van GDR Howiller 2de ronde: W van POL Lewin kwartfinale: W van CAN Farnsworth halve finale: W van BRA Ishii halve finale 2: V van URS Tsjotsjisjvili                                                    |
| Klaus Glahn         | +93kg (m)       | Zilver    | 1ste ronde: W van MAD Andrianatvoo 2de ronde: W van ESP Perez kwartfinale: W van GDR Hennig halve finale: V van NED Ruska herkansingen: W van USA Nelson halve finale 2: W van URS Onatsjvili finale: V van NED Ruska |
| Klaus Glahn         | open klasse (m) | 5e        | 1ste ronde: W van BEL Smets 2de ronde: W van HUN Petrvocszky kwartfinale: W van JPN Shinomaki halve finale: V van URS Kuznetsov herkansingen: V van NED Ruska                                                         |

### Kanovaren
| Olympiër                                                     | Discipline    | Resultaat | Prestatie                                                                      |
| Slalom                                                       | Slalom        | Slalom    | Slalom                                                                         |
| ------------------------------------------------------------ | ------------- | --------- | ------------------------------------------------------------------------------ |
| Bernhard Heinemann                                           | C-1 (m)       | 16e       | 467,41                                                                         |
| Reinhold Kauder                                              | C-1 (m)       | Zilver    | 327,89                                                                         |
| Wolfgang Peters                                              | C-1 (m)       | 5e        | 356,25                                                                         |
| Hans-Otto Schumacher Wilhelm Baues                           | C-2 (m)       | Zilver    | 311,90                                                                         |
| Michael Reimann Olaf Fricke                                  | C-2 (m)       | 7e        | 371,86                                                                         |
| Theo Nüsing Hans Jakob Hitz                                  | C-2 (m)       | 9e        | 386,67                                                                         |
| Alfred Baum                                                  | K-1 (m)       | 5e        | 288,01                                                                         |
| Jürgen Gerlach                                               | K-1 (m)       | 26e       | 361,10                                                                         |
| Ulrich Peters                                                | K-1 (m)       | 4e        | 282,82                                                                         |
|                                                              |               |           |                                                                                |
| Ulrike Deppe                                                 | K-1 (v)       | 7e        | 456,44                                                                         |
| Gisela Grothaus                                              | K-1 (v)       | Zilver    | 398,15                                                                         |
| Magdalena Wunderlich                                         | K-1 (v)       | Brons     | 400,50                                                                         |
| Vlakwater                                                    |               |           |                                                                                |
| Detlef Lewe                                                  | C-1 1000m (m) | Brons     | serie 2: 1ste in 4.31,79 finale: 3de in 4.13,63                                |
| Peter Hofmann Hermann Glaser                                 | C-2 1000m (m) | 4e        | serie 1: 2de in 4.08,89 halve finale 3: 2de in 3.53,54 finale: 4de in 3.59,24  |
| Bernd Guse                                                   | K-1 1000m (m) | 23e       | serie 1: 6de in 4.13,16 herkansingen: 5de in 4.46,29                           |
| Hans-Jürgen Riemenschneider Horst Mattern                    | K-2 1000m (m) | 8e        | serie 3: 3de in 3.45,78 halve finale 1: 3de in 3.35,16 finale: 8ste in 3.38,67 |
| Rudolf Blass Eberhard Fischer Rainer Hennes Hans-Erich Pasch | K-4 1000m (m) | 5e        | serie 1: 2de in 3.18,42 halve finale 3: 2de in 3.09,71 finale: 5de in 3.16,63  |
|                                                              |               |           |                                                                                |
| Irene Pepinghege                                             | K-1 500m (v)  | 4e        | serie 2: 3de in 2.14,34 halve finale 1: 2de in 2.05,86 finale: 4de in 2.06,55  |
| Roswitha Esser Renate Breuer                                 | K-2 500m (v)  | 5e        | serie 2: 2de in 2.00,32 finale: 5de in 1.55,64                                 |

### Moderne vijfkamp
| Olympiër                              | Discipline  | Resultaat | Prestatie    |
| ------------------------------------- | ----------- | --------- | ------------ |
| Walter Esser                          | individueel | 20e       | 4826 punten  |
| Hole Rößler                           | individueel | 27e       | 4678 punten  |
| Heiner Thade                          | individueel | 7e        | 5145 punten  |
| Walter Esser Hole Rößler Heiner Thade | team        | 6e        | 14682 punten |

### Paardensport
| Olympiër                                               | Discipline  | Resultaat | Prestatie                                                       |
| Dressuur                                               | Dressuur    | Dressuur  | Dressuur                                                        |
| ------------------------------------------------------ | ----------- | --------- | --------------------------------------------------------------- |
| Liselott Linsenhoff                                    | individueel | Goud      | Grand Prix: 1ste met 1763 punten ride-off: 1ste met 1229 punten |
| Josef Neckermann                                       | individueel | Brons     | Grand Prix: 3de met 1706 punten ride-off: 3de met 1177 punten   |
| Karin Schlüter                                         | individueel | 7e        | Grand Prix: 9de met 1614 punten ride-off: 7de met 1113 punten   |
| Liselott Linsenhoff Josef Neckermann Karin Schlüter    | team        | Zilver    | 5083 punten                                                     |
| Eventing                                               |             |           |                                                                 |
| Lutz Güssing                                           | individueel | 13e       | 0,40 strafpunten                                                |
| Horst Karsten                                          | individueel | DNF       | niet gefinisht                                                  |
| Harry Klugmann                                         | individueel | 9e        | 8 punten                                                        |
| Karl Schultz                                           | individueel | 16e       | 25,60 strafpunten                                               |
| Lutz Güssing Horst Karsten Harry Klugmann Karl Schultz | team        | Brons     | 18 strafpunten                                                  |
| Springconcours                                         |             |           |                                                                 |
| Fritz Ligges                                           | individueel | 8e        | 20 strafpunten                                                  |
| Hartwig Steenken                                       | individueel | 4e        | 8,75 strafpunten                                                |
| Gert Wiltfang                                          | individueel | 16e       | 32,75 strafpunten                                               |
| Fritz Ligges Hartwig Steenken Gert Wiltfang            | team        | Goud      | 32 strafpunten                                                  |

### Roeien
| Olympiër | Discipline      | Resultaat | Prestatie |
| --- | --------------- | --------- | --- |
| Udo Hild | skiff (m)       | 4e        | serie 1: 2de in 7.48,12 herkansingen: 1ste in 7.48,11 halve finale 2: 3de in 8.26,37 finale: 4de in 7.20,81  |
| Jochen Meißner Arthur Heyne | dubbel-twee (m) | 10e       | serie 3: 3de in 7.12,03 herkansingen: 2de in 7.11,55 halve finale 1: 6de in 7.46,21 finale B: 4de in 7.11,74 |
| Erwin Haas Lutz Ulbricht | twee-zonder (m) | 7e        | serie 1: 1ste in 7.22,94 halve finale 1: 6de in 8.06,06 finale B: 1ste in 7.31,02                            |
| Heinz Mußmann Bernd Krause Stefan Kuhnke | twee-met (m)    | 4e        | serie 4: 3de in 8.02,19 herkansingen: 1ste in 8.07,95 halve finale 1: 2de in 8.19,86 finale: 4de in 7.21,52  |
| Joachim Ehrig Peter Funnekötter Franz Held Wolfgang Plottke | vier-zonder (m) | Brons     | serie 3: 3de in 6.47,53 herkansingen: 1ste in 6.58,10 halve finale 1: 3de in 7.10,56 finale: 3de in 6.28,41  |
| Peter Berger Hans-Johann Färber Gerhard Auer Alois Bierl Uwe Benter                                                                                                | vier-met (m)    | Goud      | serie 1: 1ste in 6.46,66 halve finale 1: 1ste in 7.19,43 finale: 1ste in 6.31,85 (OR)                        |
| Reinhard Wendemuth Frithjof Henckel Norbert Kindlmann Wolfgang Hottenrott Hans-Ulrich Buchholz Günter Petersmann Bernd Truschinski Winfried Ringwald Manfred Klein | acht (m)        | 5e        | serie 2: 1ste in 6.27,44 finale: 5de in 6.14,91                                                              |

### Schermen
| Olympiër                                                                             | Discipline      | Resultaat | Prestatie |
| ------------------------------------------------------------------------------------ | --------------- | --------- | --------- |
| Reinhold Behr                                                                        | degen (m)       | 33e       |           |
| Hans-Jürgen Hehn                                                                     | degen (m)       | 19e       |           |
| Reinhold Behr Hans-Jürgen Hehn Harald Hein Dieter Jung Max Geuter                    | degen team (m)  | 13e       |           |
| Harald Hein                                                                          | floret (m)      | 39e       |           |
| Klaus Reichert                                                                       | floret (m)      | 17e       |           |
| Friedrich Wessel                                                                     | floret (m)      | 8e        |           |
| Klaus Reichert Friedrich Wessel Harald Hein Dieter Wellmann Erk Sens-Gorius          | floret team (m) | 5e        |           |
| Walter Convents                                                                      | sabel (m)       | 21e       |           |
| Knut Höhne                                                                           | sabel (m)       | 22e       |           |
| Paul Wischeidt                                                                       | sabel (m)       | 10e       |           |
| Walter Convents Volker Duschner Knut Höhne Dieter Wellmann Paul Wischeidt            | sabel team (m)  | 7e        |           |
|                                                                                      |                 |           |           |
| Irmela Broniecki                                                                     | floret (v)      | 13e       |           |
| Brigitte Oertel                                                                      | floret (v)      | 14e       |           |
| Karin Rutz-Gießelmann                                                                | floret (v)      | 32e       |           |
| Gundi Theuerkauff Irmela Broniecki Karin Rutz-Gießelmann Monika Pulch Erika Bethmann | floret team (v) | 5e        |           |

### Schietsport
| Olympiër                  | Discipline              | Resultaat | Prestatie                             |
| ------------------------- | ----------------------- | --------- | ------------------------------------- |
| Bernd Klingner            | 50m geweer 3 houdingen  | 16e       | 1141 punten: (395-359-387)            |
| Gottfried Kustermann      | 50m geweer 3 houdingen  | 7e        | 1149 punten: (397-364-388)            |
| Silvester Knipfer         | 50m geweer liggend      | 16e       | 595 punten: (99-100-98-100-100-98)    |
| Gottfried Kustermann      | 50m geweer liggend      | 37e       | 592 punten: (99-99-98-99-98-99)       |
| Dirk Fudickar             | 300m geweer 3 houdingen | 20e       | 1131 punten: (388-362-381)            |
| Heinrich Fretwurst        | 50m pistool             | 15e       | 551 punten: (90-92-94-93-91-91)       |
| Heinz Mertel              | 50m pistool             | 16e       | 550 punten: (92-91-90-91-92-94)       |
| Erwin Glock               | 25m snelvuurpistool     | 16e       | 586 punten: (198-197-191)             |
| Helmut Seeger             | 25m snelvuurpistool     | 11e       | 589 punten: (198-197-194)             |
| Konrad Wirnhier           | skeet                   | Goud      | 195 punten: (24-25-24-25-23-25-25-24) |
| Walter Wrigge             | skeet                   | 22e       | 190 punten: (23-22-25-25-23-25-23-24) |
| Peter Blecher             | trap                    | 26e       | 185 punten: (24-24-22-22-24-23-23-23) |
| Heinz Leibinger           | trap                    | 12e       | 190 punten: (23-24-22-25-25-24-23-24) |
| Günther Danne             | 50m bewegend doel       | 7e        | 551 punten: (276-275)                 |
| Christoph-Michael Zeisner | 50m bewegend doel       | 5e        | 554 punten: (276-278)                 |

### Schoonspringen
| Olympiër             | Discipline    | Resultaat | Prestatie                                                       |
| -------------------- | ------------- | --------- | --------------------------------------------------------------- |
| Gerhard Hölzl        | 3m plank (m)  | 9e        | voorronde: 19de met 327,42 punten                               |
| Norbert Huda         | 3m plank (m)  | 8e        | voorronde: 9de met 355,29 punten finale: 8ste met 524,16 punten |
| Reinhard vom Bauer   | 3m plank (m)  | 30e       | voorronde: 30ste met 299,79 punten                              |
| Klaus Konzorr        | 10m toren (m) | 30e       | voorronde: 30ste met 260,01 punten                              |
| Karl-Heinz Schwemmer | 10m toren (m) | 16e       | voorronde:16de met 281,22 punten                                |
| Bernd Wucherpfennig  | 10m toren (m) | 24e       | voorronde: 24ste met 267,87 punten                              |
|                      |               |           |                                                                 |
| Michaela Herweck     | 3m plank (v)  | 13e       | voorronde: 13de met 261,78 punten                               |
| Maxie Michael        | 10m toren (v) | 15e       | voorronde: 15de met 183,48 punten                               |
| Ursula Sapp          | 10m toren (v) | 24e       | voorronde: 24ste met 162,39 punten                              |

### Turnen
| Olympiër                                                                                   | Discipline               | Resultaat | Prestatie                                                              |
| ------------------------------------------------------------------------------------------ | ------------------------ | --------- | ---------------------------------------------------------------------- |
| Bernd Effing                                                                               | meerkamp individueel (m) | 38e       | kwalificatie: 38ste met 107,75 punten                                  |
| Eberhard Gienger                                                                           | meerkamp individueel (m) | 14e       | kwalificatie: 24ste met 109,75 punten finale: 14de met 111,175 punten  |
| Heinz Haussler                                                                             | meerkamp individueel (m) | 52e       | kwalificatie: 52ste met 106,25 punten                                  |
| Walter Mossinger                                                                           | meerkamp individueel (m) | 24e       | kwalificatie: 25ste met 109,70 punten finale: 24ste met 110,000 punten |
| Reinhard Ritter                                                                            | meerkamp individueel (m) | 44e       | kwalificatie: 44ste met 106,80 punten                                  |
| Günter Spies                                                                               | meerkamp individueel (m) | 25e       | kwalificatie: 31ste met 108,70 punten finale: 25ste met 109,750 punten |
| Bernd Effing Eberhard Gienger Heinz Haussler Walter Mossinger Reinhard Ritter Günter Spies | meerkamp team (m)        | 5e        | 546,40 punten                                                          |
|                                                                                            |                          |           |                                                                        |
| Angelika Kern                                                                              | meerkamp individueel (v) | 48e       | kwalificatie: 48ste met 70,95 punten                                   |
| Andrea Niederheide                                                                         | meerkamp individueel (v) | 46e       | kwalificatie: 46ste met 71,10 punten                                   |
| Jutta Oltersdorf                                                                           | meerkamp individueel (v) | 35e       | kwalificatie: 35ste met 71,95 punten                                   |
| Ingrid Santer                                                                              | meerkamp individueel (v) | 76e       | kwalificatie: 76ste met 68,85 punten                                   |
| Uta Schorn                                                                                 | meerkamp individueel (v) | 23e       | kwalificatie: 31ste met 72,10 punten finale: 23ste met 73,300 punten   |
| Ulrike Weyh                                                                                | meerkamp individueel (v) | 50e       | kwalificatie: 50ste met 70,85 punten                                   |
| Angelika Kern Andrea Niederheide Jutta Oltersdorf Ingrid Santer Uta Schorn Ulrike Weyh     | meerkamp team (v)        | 8e        | 357,95 punten                                                          |

### Voetbal
| Olympiër | Discipline | Resultaat | Prestatie |
| --- | ---------- | --------- | --- |
| Heiner Baltes Hermann Bitz Hartwig Bleidick Hans-Jürgen Bradler Friedhelm Haebermann Ewald Hammes Ottmar Hitzfeld Uli Hoeneß Reiner Hollmann Jürgen Kalb Manfred Kaltz Dieter Mietz Bernd Nickel Egon Schmitt Hans-Dieter Seelmann Rudi Seliger Günter Wienhold Ronald Worm Klaus Wunder | mannen     | 5e        | groep A: 1ste W van Maleisië: 3-0 W van Marokko: 3-0 W van Verenigde Staten: 7-0 groep 2: 3de G van Mexico: 1-1 V van Hongarije: 1-4 V van DDR: 2-3 |

| Groep A |                          |             |             |             |             |            |            |            |        |
| #       | Land                     | Wedstrijden | Wedstrijden | Wedstrijden | Wedstrijden | Doelpunten | Doelpunten | Doelpunten | Punten |
| #       | Land                     | G           | W           | G           | V           | V          | T          | Saldo      | Punten |
| 1       | Bondsrepubliek Duitsland | 3           | 3           | 0           | 0           | 13         | 0          | +13        | 6      |
| 2       | Marokko                  | 3           | 1           | 1           | 1           | 6          | 3          | +3         | 3      |
| 3       | Maleisië                 | 3           | 1           | 0           | 2           | 3          | 9          | -6         | 2      |
| 4       | Verenigde Staten         | 3           | 0           | 1           | 2           | 0          | 10         | –10        | 1      |

| Ronde       | Datum   | Plaats                   | Land | Score            | Land |
| ----------- | ------- | ------------------------ | ---- | ---------------- | ---- |
| Groepsfase  |         |                          |      |                  |      |
| 27 augustus | München | Bondsrepubliek Duitsland | 3-0  | Maleisië         |      |
| 29 augustus | Passau  | Bondsrepubliek Duitsland | 3-0  | Marokko          |      |
| 31 augustus | München | Bondsrepubliek Duitsland | 7-0  | Verenigde Staten |      |

| Groep 1 |                          |             |             |             |             |            |            |            |        |
| #       | Land                     | Wedstrijden | Wedstrijden | Wedstrijden | Wedstrijden | Doelpunten | Doelpunten | Doelpunten | Punten |
| #       | Land                     | G           | W           | G           | V           | V          | T          | Saldo      | Punten |
| 1       | Hongarije                | 3           | 3           | 0           | 0           | 8          | 1          | +7         | 6      |
| 2       | DDR                      | 3           | 2           | 0           | 1           | 10         | 4          | +6         | 4      |
| 3       | Bondsrepubliek Duitsland | 3           | 0           | 1           | 2           | 4          | 8          | -4         | 1      |
| 4       | Mexico                   | 3           | 0           | 1           | 2           | 1          | 10         | -9         | 1      |

| Ronde       | Datum     | Plaats                   | Land | Score                    | Land |
| ----------- | --------- | ------------------------ | ---- | ------------------------ | ---- |
| Groepsfase  |           |                          |      |                          |      |
| 3 september | Nuremberg | Bondsrepubliek Duitsland | 1-1  | Mexico                   |      |
| 6 september | München   | Hongarije                | 4-1  | Bondsrepubliek Duitsland |      |
| 8 september | München   | DDR                      | 3-2  | Bondsrepubliek Duitsland |      |

### Volleybal

#### Mannen
| Olympiër | Discipline | Resultaat | Prestatie |
| --- | ---------- | --------- | --- |
| Bernard Endrich Hans-Georg von der Ohe Hans-Ulrich Grasshoff Hatto Nolte Klaus Meetz Klaus-Dieter Buschle Rudiger Hild Toni Rimrod Ulf Tatken Uwe Zitranski Volker Paulus Wolfgang Simon | mannen     | 11e       | groep B: 6de V van Brazilië: 2-3 (7-15, 8-15, 19-17, 15-6, 9-15) V van Roemenië: 0-3 (9-15, 1-15, 8-15) V van Cuba: 2-3 (8-15, 11-15, 15-10, 15-12, 8-15) V van DDR: 0-3 (7-15, 6-15, 4-15) V van Japan: 0-3 (3-15, 6-15, 4-15) 11-12de plek: W van Tunesië: 3-1 (15-5, 14-16, 15-4, 15-9) |

| Groep B |          |             |             |             |             |             |             |        |        |        |        |
| #       | Land     | Wedstrijden | Wedstrijden | Wedstrijden | Wedstrijden | Wedstrijden | Wedstrijden | Punten | Punten | Punten | Punten |
| #       | Land     | G           | W           | V           | SW          | SV          | SR          | SPW    | SPL    | Saldo  | Punten |
| 1       | Japan    | 5           | 5           | 0           | 15          | 0           | +15         | 225    | 95     | +130   | 17     |
| 2       | DDR      | 5           | 4           | 1           | 12          | 4           | +8          | 200    | 162    | +38    | 16     |
| 3       | Roemenië | 5           | 2           | 2           | 8           | 9           | -1          | 201    | 213    | -12    | 16     |
| 4       | Brazilië | 5           | 2           | 3           | 9           | 13          | -4          | 273    | 280    | -7     | 15     |
| 5       | Cuba     | 5           | 2           | 3           | 6           | 13          | -7          | 212    | 254    | -42    | 15     |
| 6       | GDR      | 5           | 0           | 5           | 4           | 15          | -11         | 163    | 270    | -107   | 13     |

| Ronde        | Datum   | Plaats   | Land | Score                    | Land |
| ------------ | ------- | -------- | ---- | ------------------------ | ---- |
| Groepsfase   |         |          |      |                          |      |
| 28 augustus  | München | Brazilië | 3-2  | Bondsrepubliek Duitsland |      |
| 30 augustus  | München | Roemenië | 3-0  | Bondsrepubliek Duitsland |      |
| 1 september  | München | Cuba     | 3-2  | Bondsrepubliek Duitsland |      |
| 3 september  | München | DDR      | 3-0  | Bondsrepubliek Duitsland |      |
| 5 september  | München | Japan    | 3-0  | Bondsrepubliek Duitsland |      |
| 11-12de plek |         |          |      |                          |      |
| 8 september  | München | Tunesië  | 1-3  | Bondsrepubliek Duitsland |      |

#### Vrouwen
| Olympiër | Discipline | Resultaat | Prestatie |
| --- | ---------- | --------- | --- |
| Annedore Richter Annette Ellerbracke Birgit Parner Erika Heucke Ingrid Lorenz Margret Stender Marianne Lepa Regina Patz Rike Ruschenburg Traute Schafer Ursula Westphal | vrouwen    | 8e        | groep A: 4de V van Hongarije: 0-3 (8-15, 11-15, 9-15) V van Sovjet-Unie: 0-3 (5-15, 7-15, 9-15) V van Zuid-Korea: 0-3 (2-15, 8-15, 2-15) 5-8ste plek: V van Cuba: 0-3 (1-15, 13-15, 15-17) 7-8ste plek: V van Tsjecho-Slowakije: 0-3 (13-15, 4-15, 14-16) |

| Groep A |                          |             |             |             |             |             |             |        |        |        |        |
| #       | Land                     | Wedstrijden | Wedstrijden | Wedstrijden | Wedstrijden | Wedstrijden | Wedstrijden | Punten | Punten | Punten | Punten |
| #       | Land                     | G           | W           | V           | SW          | SV          | SR          | SPW    | SPL    | Saldo  | Punten |
| 1       | Sovjet-Unie              | 3           | 3           | 0           | 9           | 2           | +11         | 159    | 96     | +63    | 6      |
| 2       | Zuid-Korea               | 3           | 2           | 1           | 7           | 3           | +4          | 127    | 99     | +28    | 5      |
| 3       | Hongarije                | 3           | 1           | 2           | 4           | 6           | -2          | 114    | 131    | -17    | 4      |
| 4       | Bondsrepubliek Duitsland | 3           | 0           | 3           | 0           | 9           | -9          | 61     | 135    | -74    | 3      |

| Ronde       | Datum   | Plaats                   | Land | Score                    | Land |
| ----------- | ------- | ------------------------ | ---- | ------------------------ | ---- |
| Groepsfase  |         |                          |      |                          |      |
| 27 augustus | München | Hongarije                | 3-0  | Bondsrepubliek Duitsland |      |
| 29 augustus | München | Sovjet-Unie              | 3-0  | Bondsrepubliek Duitsland |      |
| 31 augustus | München | Zuid-Korea               | 3-0  | Bondsrepubliek Duitsland |      |
| 5-8ste plek |         |                          |      |                          |      |
| 2 september | München | Bondsrepubliek Duitsland | 0-3  | Cuba                     |      |
| 7-8ste plek |         |                          |      |                          |      |
| 7 september | München | Tsjecho-Slowakije        | 3-0  | Bondsrepubliek Duitsland |      |

### Waterpolo
| Olympiër | Discipline | Resultaat | Prestatie |
| --- | ---------- | --------- | --- |
| Gerd Olbert Hermann Haverkamp Peter Teicher Kurt Küpper Günter Wolf Ingulf Nossek Ludger Weeke Kurt Schuhmann Jürgen Stiefel Hans Georg Simon Hans Hoffmeister | mannen     | 4e        | groep B: 2de G van Hongarije: 3-3 G van Nederland: 4-4 W van Griekenland: 8-3 W van Nederland: 6-3 finale groep: 4de G van Verenigde Staten: 4-4 V van Sovjet-Unie: 2-4 G van Italië: 2-2 V van Joegoslavië: 4-5 |

| Groep B |                          |             |             |             |             |        |        |        |        |
| #       | Land                     | Wedstrijden | Wedstrijden | Wedstrijden | Wedstrijden | Punten | Punten | Punten | Punten |
| #       | Land                     | G           | W           | G           | V           | V      | T      | Saldo  | Punten |
| 1       | Hongarije                | 4           | 3           | 1           | 0           | 22     | 6      | +16    | 7      |
| 2       | Bondsrepubliek Duitsland | 4           | 2           | 2           | 0           | 21     | 13     | +8     | 6      |
| 3       | Nederland                | 4           | 2           | 1           | 1           | 14     | 11     | +3     | 5      |
| 4       | Australië                | 4           | 0           | 1           | 3           | 14     | 27     | -13    | 1      |
| 5       | Griekenland              | 4           | 0           | 1           | 3           | 13     | 27     | -14    | 1      |

| Ronde       | Datum   | Plaats                   | Land | Score       | Land |
| ----------- | ------- | ------------------------ | ---- | ----------- | ---- |
| Groepsfase  |         |                          |      |             |      |
| 28 augustus | München | Bondsrepubliek Duitsland | 3-3  | Hongarije   |      |
| 29 augustus | München | Bondsrepubliek Duitsland | 4-4  | Nederland   |      |
| 30 augustus | München | Bondsrepubliek Duitsland | 8-3  | Griekenland |      |
| 31 augustus | München | Bondsrepubliek Duitsland | 6-3  | Australië   |      |

| Finale groep |                          |             |             |             |             |        |        |        |        |
| #            | Land                     | Wedstrijden | Wedstrijden | Wedstrijden | Wedstrijden | Punten | Punten | Punten | Punten |
| #            | Land                     | G           | W           | G           | V           | V      | T      | Saldo  | Punten |
| 1            | Sovjet-Unie              | 5           | 3           | 2           | 0           | 22     | 16     | +6     | 8      |
| 2            | Hongarije                | 5           | 3           | 2           | 0           | 23     | 18     | +5     | 8      |
| 3            | Verenigde Staten         | 5           | 2           | 1           | 2           | 24     | 23     | +1     | 6      |
| 4            | Bondsrepubliek Duitsland | 5           | 0           | 3           | 3           | 13     | 18     | -5     | 3      |
| 5            | Joegoslavië              | 5           | 1           | 2           | 2           | 20     | 24     | -4     | 3      |
| 5            | Italië                   | 5           | 0           | 2           | 3           | 21     | 26     | -5     | 2      |

| Ronde       | Datum   | Plaats                   | Land | Score                    | Land |
| ----------- | ------- | ------------------------ | ---- | ------------------------ | ---- |
| Groepsfase  |         |                          |      |                          |      |
| 1 september | München | Verenigde Staten         | 4-4  | Bondsrepubliek Duitsland |      |
| 2 september | München | Bondsrepubliek Duitsland | 2-4  | Sovjet-Unie              |      |
| 3 september | München | Bondsrepubliek Duitsland | 2-2  | Italië                   |      |
| 4 september | München | Joegoslavië              | 5-4  | Bondsrepubliek Duitsland |      |

### Wielersport
| Olympiër                                                                | Discipline                    | Resultaat | Prestatie |
| Baan                                                                    | Baan                          | Baan      | Baan      |
| ----------------------------------------------------------------------- | ----------------------------- | --------- | --------- |
| Dieter Berkmann                                                         | sprint (m)                    | 9e        |           |
| Karl Köther                                                             | sprint (m)                    | 9e        |           |
| Karl Köther                                                             | tijdrit (m)                   | 4e        | 1.07,21   |
| Hans Lutz                                                               | individuele achtervolging (m) | Brons     |           |
| Jürgen Barth Rainer Müller                                              | tandem (m)                    | 6e        |           |
| Jürgen Colombo Günter Haritz Udo Hempel Günther Schumacher Peter Vonhof | ploegenachtervolging (m)      | Goud      |           |
| Weg                                                                     |                               |           |           |
| Alfred Gaida                                                            | wegwedstrijd (m)              | 57e       | 4:17.09   |
| Erwin Tischler                                                          | wegwedstrijd (m)              | 22e       | 4:15.13   |
| Wilfried Trott                                                          | wegwedstrijd (m)              | 7e        | 4:15.07   |
| Peter Weibel                                                            | wegwedstrijd (m)              | 68e       | 4:17.09   |
| Johannes Knab Algis Oleknavicius Rainer Podlesch Erwin Tischler         | ploegentijdrit (m)            | 20e       | 2:18.27,8 |

### Worstelen
| Olympiër             | Discipline  | Resultaat   | Prestatie |
| Vrije stijl          | Vrije stijl | Vrije stijl | Vrije stijl |
| -------------------- | ----------- | ----------- | --- |
| Rolf Lacour          | -48kg (m)   | 9e          | 1ste ronde: W van MGL Jamsran 2de ronde: V van USA Gonzalez 3de ronde: V van ROU Arapu |
| Mario Sabatini       | -52kg (m)   | 19e         | 1ste ronde: V van MEX Martinez 2de ronde: V van HUN Gal |
| Gerhard Weisenberger | -62kg (m)   | 8e          | 1ste ronde: V van CUB Ramos 2de ronde: W van TCH Tůma 3de ronde: W van AFG Djam 4de ronde: V van GUA Burge |
| Klaus Rost           | -68kg (m)   | 13e         | 1ste ronde: W van CAN Ouellet 2de ronde: V van USA Gable 3de ronde: V van JPN Wada |
| Adolf Seger          | -74kg (m)   | 4e          | 1ste ronde: W van CAN Wurr 2de ronde: W van CUB Lebeque 3de ronde: W van URS Gusov 4de ronde: W van HUN Urbanovics 5de ronde: W van IRI Barzegar 6de ronde: V van SWE Karlsson 7de ronde: V van USA Wells                           |
| Peter Neumair        | -82kg (m)   | 6e          | 1ste ronde: W van BEL Bens 2de ronde: V van USA Peterson 3de ronde: W van GBR Barraclough 4de ronde: W van POL Wypiorczyk 5de ronde: V van URS Tediasjvili                                                                          |
| Ernst Knoll          | -90kg (m)   | 13e         | 1ste ronde: vrij 2de ronde: V van HUN Bajkó 3de ronde: V van IRI Khorrami |
| Alfons Hecher        | -100kg (m)  | 10e         | 1ste ronde: V van MGL Bayanm*onkh 2de ronde: W van USA Schenk 3de ronde: V van HUN Csatári |
| Wilfried Dietrich    | +100kg (m)  | 5e          | 1ste ronde: W van HUN Maróthy 2de ronde: W van TCH Vlasák 3de ronde: V van URS Medved 4de ronde: V van USA Taylor |
| Grieks-Romeins       |             |             | |
| Günther Maas         | -48kg (m)   | 8e          | 1ste ronde: V van JPN Ishida 2de ronde: vrij 3de ronde: V van IRI Aliabadi |
| Fritz Huber          | -52kg (m)   | 10e         | 1ste ronde: W van NOR Martiniussen 2de ronde: V van ROU Stoiciu 3de ronde: V van HUN Doncsecz |
| Hans-Jürgen Veil     | -57kg (m)   | Zilver      | 1ste ronde: W van PER Velarde 2de ronde: W van ARG Maggiolo 3de ronde: W van POR Grilo 4de ronde: W van SWE Lindholm 5de ronde: W van HUN Varga 6de ronde: V van BUL Traikov 7de ronde: V van FIN Björlin finale: V van URS Kazakov |
| Manfred Schöndorfer  | -67kg (m)   | 4e          | 1ste ronde: V van YUG Damjanović 2de ronde: W van DEN Weirum 3de ronde: W van AFG Djan 4de ronde: W van HUN Steer 5de ronde: vrij 6de ronde: V van BUL Apostolov                                                                    |
| Werner Schröter      | -74kg (m)   | 8e          | 1ste ronde: V van POL Krzesiński 2de ronde: G van HUN Hegedűs 3de ronde: W van BUL Kolev 4de ronde: V van YUG Kecman |
| Reinhold Hucker      | -82kg (m)   | 16e         | 1ste ronde: V van SWE Kårström 2de ronde: V van URS Nazarenko |
| Günter Kowalewski    | -90kg (m)   | 8e          | 1ste ronde: V van NOR Håkon Øverby 2de ronde: W van USA Baughman 3de ronde: V van URS Rezantsev |
| Lorenz Hecher        | -100kg (m)  | 12e         | 1ste ronde: V van POL Skrzydlewski 2de ronde: V van HUN Kiss |
| Wilfried Dietrich    | +110kg (m)  | 4e          | 1ste ronde: W van USA Taylor 2de ronde: W van FIN Karlsson 3de ronde: V van ROU Dolipschi 4de ronde: V van URS Rosjtsjin |

### Zeilen
| Olympiër                                         | Discipline      | Resultaat | Prestatie                           |
| ------------------------------------------------ | --------------- | --------- | ----------------------------------- |
| Walter Mai                                       | finn            | 9e        | 111,7 punten: (16-3-20-4-24-DNF-12) |
| Ulli Libor Peter Naumann                         | flying dutchman | Brons     | 51,1 punten: (5-14-3-12-3-6-1)      |
| Heinz Laprell Wolf Stadler                       | tempest         | 11e       | 88,0 punten: (9-19-5-4-19-11-7)     |
| Wilhelm Kuhweide Karsten Meyer                   | star            | Brons     | 44,0 punten: (4-3-11-2-6-4-4)       |
| Norbert Wagner Hans-Joachim Berndt Friedrich May | soling          | 11e       | 76,7 punten: (12-6-20-22-4-7)       |
| Franz Heilmeier Richard Kuchler Konrad Glas      | dragon          | 4e        | 47,7 punten: (2-4-20-3-11-8)        |

### Zwemmen
| Olympiër | Discipline            | Resultaat    | Prestatie                                                                     |
| --- | --------------------- | ------------ | ----------------------------------------------------------------------------- |
| Kersten Meier                                                                                                | 100m vrije slag (m)   | 16e          | serie 4: 2de in 53,96 halve finale 1: 8ste in 54,35                           |
| Gerhard Schiller                                                                                             | 100m vrije slag (m)   | 18e          | serie 6: 4de in 54,28                                                         |
| Klaus Steinbach                                                                                              | 100m vrije slag (m)   | 8e           | serie 7: 3de in 52,97 halve finale 2: 3de in 52,87 finale: 8ste in 52,92      |
| Werner Lampe                                                                                                 | 200m vrije slag (m)   | Brons        | serie 3: 1ste in 1.55,97 finale: 3de in 1.53,99                               |
| Klaus Steinbach                                                                                              | 200m vrije slag (m)   | 6e           | serie 4: 1ste in 1.55,80 finale: 6de in 1.55,65                               |
| Olaf von Schilling                                                                                           | 200m vrije slag (m)   | 25e          | serie 4: 4de in 2.00,27                                                       |
| Hans Fassnacht                                                                                               | 400m vrije slag (m)   | 11e          | serie 2: 2de in 4.09,23                                                       |
| Werner Lampe                                                                                                 | 400m vrije slag (m)   | 7e           | serie 4: 2de in 4.04,80 finale: 7de in 4.06,97                                |
| Peter Rosenkranz                                                                                             | 400m vrije slag (m)   | 19e          | serie 3: 4de in 4.14,01                                                       |
| Hans Fassnacht                                                                                               | 1500m vrije slag (m)  | 12e          | serie 1: 1ste in 16.43,63                                                     |
| Dusan Grozaj                                                                                                 | 1500m vrije slag (m)  | 13e          | serie 4: 3de in 16.44,59                                                      |
| Peter Rosenkranz                                                                                             | 1500m vrije slag (m)  | 17e          | serie 1: 2de in 16.58,26                                                      |
| Andreas Weber                                                                                                | 100m rugslag (m)      | 28e          | serie 3: 7de in 1.02,49                                                       |
| Norbert Verweyen                                                                                             | 200m rugslag (m)      | 26e          | serie 4: 7de in 2.15,94                                                       |
| Michael Günther                                                                                              | 100m schoolslag (m)   | 18e          | serie 6: 3de in 1.08,93                                                       |
| Andreas Hellmann                                                                                             | 100m schoolslag (m)   | 29e          | serie 4: 5de in 1.10,13                                                       |
| Walter Kusch                                                                                                 | 100m schoolslag (m)   | 5e           | serie 6: 1ste in 1.06,95 finale: 5de in 1.06,23                               |
| Gregor Betz                                                                                                  | 200m schoolslag (m)   | 35e          | serie 6: 6de in 2.36,96                                                       |
| Andreas Hellmann                                                                                             | 200m schoolslag (m)   | 25e          | serie 4: 4de in 2.32,60                                                       |
| Walter Kusch                                                                                                 | 200m schoolslag (m)   | 5e           | serie 3: 2de in 2.26,43 finale: 6de in 2.26,55                                |
| Hans Lampe                                                                                                   | 100m vlinderslag (m)  | 20e          | serie 5: 5de in 59,00                                                         |
| Peter Remmel                                                                                                 | 100m vlinderslag (m)  | 19e          | serie 1: 3de in 58,97                                                         |
| Lutz Stoklasa                                                                                                | 100m vlinderslag (m)  | 15e          | serie 4: 2de in 57,50 halve finale 1: 7de in 58,33                            |
| Hans Fassnacht                                                                                               | 200m vlinderslag (m)  | 8e           | serie 2: 2de in 2.06,13 finale: 8ste in 2.05,57                               |
| Walter Mack                                                                                                  | 200m vlinderslag (m)  | 21e          | serie 1: 6de in 2.11,03                                                       |
| Folkert Meeuw                                                                                                | 200m vlinderslag (m)  | 5e           | serie 3: 1ste in 2.05,39 finale: 5de in 2.04,69                               |
| Thomas Aretz                                                                                                 | 200m wisselslag (m)   | 10e          | serie 1: 2de in 2.13,19                                                       |
| Klaus Steinbach                                                                                              | 200m wisselslag (m)   | 14e          | serie 3: 2de in 2.13,84                                                       |
| Andreas Weber                                                                                                | 200m wisselslag (m)   | 19e          | serie 4: 5de in 2.16,17                                                       |
| HaJo Geisler                                                                                                 | 400m wisselslag (m)   | 15e          | serie 4: 4de in 4.48,57                                                       |
| Mike Holthaus                                                                                                | 400m wisselslag (m)   | 28e          | serie 4: 6de in 4.58,19                                                       |
| Klaus Steinbach Werner Lampe Rainer Jacob Hans Faßnacht Gerhard Schiller Hans-Günther Vosseler Kersten Meier | 4x100m vrije slag (m) | 6e           | serie 1: 3de in 3.37,59 finale: 6de in 3.33,90                                |
| Klaus Steinbach Werner Lampe Hans Vosseler Hans Fassnacht                                                    | 4x200m vrije slag (m) | Zilver       | serie 2: 3de in 7.51,44 finale: 2de                                           |
| Andreas Weber Walter Kusch Lutz Stoklasa Klaus Steinbach                                                     | 4x100m wisselslag (m) | 11e          | serie 2: 4de in 4.00,56                                                       |
| |                       |              |                                                                               |
| Heidi Reineck                                                                                                | 100m vrije slag (v)   | 5e           | serie 6: 3de in 1.00,39 halve finale 1: 3de in 59,66 finale: 5de in 59,73     |
| Angela Steinbach                                                                                             | 100m vrije slag (v)   | 21e          | serie 5: 4de in 1.01,66                                                       |
| Jutta Weber                                                                                                  | 100m vrije slag (v)   | 9e           | serie 5: 1ste in 59,72 halve finale 2: 5de in 59,90                           |
| Uta Schütz                                                                                                   | 200m vrije slag (v)   | 15e          | serie 4: 3de in 2.12,84                                                       |
| Angela Steinbach                                                                                             | 200m vrije slag (v)   | 11e          | serie 5: 4de in 2.10,59                                                       |
| Jutta Weber                                                                                                  | 200m vrije slag (v)   | 12e          | serie 1: 3de in 2.12,44                                                       |
| Uta Schütz                                                                                                   | 400m vrije slag (v)   | 10e          | serie 3: 3de in 4.34,67                                                       |
| Helga Wagner                                                                                                 | 400m vrije slag (v)   | 24e          | serie 1: 6de in 4.47,61                                                       |
| Barbara Schwarzfeldt                                                                                         | 800m vrije slag (v)   | 11e          | serie 1: 3de in 9.24,89                                                       |
| Uta Schütz                                                                                                   | 800m vrije slag (v)   | 10e          | serie 2: 3de in 9.22,93                                                       |
| Helga Wagner                                                                                                 | 800m vrije slag (v)   | 23e          | serie 2: 5de in 9.44,17                                                       |
| Annegret Kober                                                                                               | 100m rugslag (v)      | halve finale | serie 4: 3de in 1.08,24                                                       |
| Angelika Kraus                                                                                               | 100m rugslag (v)      | halve finale | serie 4: 4de in 1.08,95                                                       |
| Silke Pielen                                                                                                 | 100m rugslag (v)      | 8e           | serie 5: 3de in 1.07,70 finale: 8ste in 1.07,36                               |
| Karin Bormann                                                                                                | 200m rugslag (v)      | 10e          | serie 3: 2de in 2.25,59                                                       |
| Annegret Kober                                                                                               | 200m rugslag (v)      | 4e           | serie 1: 1ste in 2.24,88 finale: 4de in 2.23,35                               |
| Angelika Kraus                                                                                               | 200m rugslag (v)      | 29e          | serie 5: 6de in 2.31,15                                                       |
| Vreni Eberle                                                                                                 | 100m schoolslag (v)   | 6e           | serie 2: 2de in 1.17,67 finale: 6de in 1.17,16                                |
| Dagmar Sierck                                                                                                | 100m schoolslag (v)   | 21e          | serie 3: 5de in 1.18,80                                                       |
| Patricia Siewert                                                                                             | 100m schoolslag (v)   | 29e          | serie 4: 6de in 1.19,54                                                       |
| Vreni Eberle                                                                                                 | 200m schoolslag (v)   | 1e           | serie 1: 1ste in 2.46,17                                                      |
| Ulrike Klees                                                                                                 | 200m schoolslag (v)   | 23e          | serie 2: 4de in 2.50,48                                                       |
| Petra Nows                                                                                                   | 200m schoolslag (v)   | 5e           | serie 6: 3de in 2.45,20 finale: 5de in 2.43,38                                |
| Gudrun Beckmann                                                                                              | 100m vlinderslag (v)  | 7e           | serie 4: 3de in 1.05,26 halve finale 2: 4de in 1.04,52 finale: 7de in 1.04,15 |
| Edeltraud Koch                                                                                               | 100m vlinderslag (v)  | 10e          | serie 1: 2de in 1.05,29 halve finale 1: 5de in 1.05,28                        |
| Heike Nagel                                                                                                  | 100m vlinderslag (v)  | 11e          | serie 4: 4de in 1.05,64 halve finale 2: 6de in 1.06,48                        |
| Karin Bormann                                                                                                | 200m wisselslag (v)   | 22e          | serie 6: 5de in 2.31,19                                                       |
| Helmi Boxberger                                                                                              | 200m wisselslag (v)   | 34e          | serie 6: 6de in 2.33,71                                                       |
| Helmi Boxberger                                                                                              | 400m wisselslag (v)   | 34e          | serie 1: 7de in 5.32,31                                                       |
| Helga Niemann                                                                                                | 400m wisselslag (v)   | 20e          | serie 1: 5de in 5.21,97                                                       |
| Jutta Weber Heidi Reineck Gudrun Beckmann Angela Steinbach                                                   | 4x100m vrije slag (v) | Brons        | serie 2: 2de in 4.01,63 finale: 3de in 3.57,93 (NR)                           |
| Heidi Reineck Annegret Kober Edeltraud Koch Jutta Weber                                                      | 4x100m wisselslag (v) | Brons        | serie 1: 4de in 4.33,37 finale: 3de                                           |

Afghanistan · Albanië · Algerije · Amerikaanse Maagdeneilanden · Argentinië · Australië · Bahama's · Barbados · België · Bermuda · Birma · Bolivia · Bondsrepubliek Duitsland · Brazilië · Brits-Honduras · Bulgarije · Canada · Ceylon · Chili · Colombia · Congo-Brazzaville · Costa Rica · Cuba · Dahomey · Denemarken · Dominicaanse Republiek · Duitse Democratische Republiek · Ecuador · Egypte · El Salvador · Ethiopië · Fiji · Filipijnen · Finland · Frankrijk · Gabon · Ghana · Griekenland · Groot-Brittannië · Guatemala · Guyana · Haïti · Hongarije · Hongkong · Ierland · IJsland · India · Indonesië · Iran · Israël · Italië · Ivoorkust · Jamaica · Japan · Joegoslavië · Kameroen · Kenia · Khmerrepubliek · Koeweit · Lesotho · Libanon · Liberia · Liechtenstein · Luxemburg · Madagaskar · Malawi · Maleisië · Mali · Malta · Marokko · Mexico · Monaco · Mongolië · Nederland · Nederlandse Antillen · Nepal · Nicaragua · Nieuw-Zeeland · Niger · Nigeria · Noord-Korea · Noorwegen · Oeganda · Oostenrijk · Opper-Volta · Pakistan · Panama · Paraguay · Peru · Polen · Portugal · Puerto Rico · Roemenië · San Marino · Saoedi-Arabië · Senegal · Singapore · Soedan · Somalië · Sovjet-Unie · Spanje · Suriname · Swaziland · Syrië · Taiwan · Tanzania · Thailand · Togo · Trinidad en Tobago · Tsjaad · Tsjecho-Slowakije · Tunesië · Turkije · Uruguay · Venezuela · Verenigde Staten · Vietnam · Zambia · Zuid-Korea · Zweden · Zwitserland